# 平取町アイヌ文化情報センター
平取町アイヌ文化情報センター（びらとりちょうアイヌぶんかじょうほうセンター）は北海道沙流郡平取町二風谷にある建物。

## 概要
2010年5月に完成したアイヌ文化振興の拠点施設とされている。
二風谷工芸館は、売店や図書閲覧コーナーもあり、一般市民に公開している。
かつてあった「二風谷工芸館」が、この建物に移転している。

## テナント
- 二風谷工芸館
- イオル推進事務所
- アイヌ文化環境保全調査室
- 売店

## 住所
- 北海道沙流郡平取町字二風谷61-6

アクセス
- バス－JR富川駅から道南バスで約20分、札幌駅前と日高ターミナルとを結ぶ1日1往復の高速「ひだか号」で約2時間弱、『資料館前』に停車する。
- 自家用車－JR富川駅から約25分

最寄の建物
- 二風谷アイヌ文化博物館の近くである。